# Struma
Struma popř. Strymon (bulharsky Струма, řecky Στρυμόνας) je řeka na jihozápadě Bulharska (oblasti Blagoevgradská, Pernická, Kjustendilská) a na severu Řecka (kraje Střední Makedonie, Východní Makedonie a Thrákie). Je 415 km dlouhá (z toho 290 km v Bulharsku). Rozloha povodí činí 17 000 km².

## Průběh toku
Řeka pramení na jihozápadním svahu masivu Vitoša. Na území Bulharska se jedná o horský tok, který střídá hluboké a úzké soutěsky s mezihorskými kotlinami. Na území Řecka pak protéká převážně v širokém údolí a ústí do zálivu Strymonikos Egejského moře.

## Vodní stav
K nejvyšším průtokům dochází od února do června a k nejnižším v srpnu a září. Průměrný roční průtok poblíž bulharsko-řecké hranice činí 80 m³/s a maximální 500 m³/s.

## Využití
Využívá se převážně na zavlažování. V Bulharsku byla na řece vybudována přehradní nádrž Studena a vodní elektrárny byly taktéž vybudovány na jejích přítocích. V údolí řeky leží města Kjustendil, Blagoevgrad (Bulharsko), Seres (Řecko).